# Sweet Liberty
Pour plus de détails, voir Fiche technique et Distribution.
Sweet Liberty est un film américain réalisé par Alan Alda, sorti en 1986.

## Synopsis
Le professeur d'université Michael Burgess a écrit un roman historique sur la révolution américaine qui est sur le point d'être adapté au cinéma. Le tournage a lieu dans la ville de Caroline du Nord où il vit mais Burgess se rend très vite compte que cette adaptation hollywoodienne dénature complètement son livre. En fait, contrairement à ce que beaucoup écrivent et croient, le film a été tourné dans le village de Sag Harbor dans l'Etat de New York, faisant partie des Hamptons. Une large partie de la rue principale a été maquillée, comme l'American Hotel, la caserne de pompiers pour des raisons historiques bien sûr, bien que le village lui-même a souvent fait des reconstitutions historiques de diverses épisodes de la guerre d'indépendance. Le choix de Sag Harbor est d'autant plus évident que monsieur Alan Alda est né dans le Bronx, quartier historique de la ville de New York, et a été un acteur fétiche de Woody Allen. Il habite Englewood dans le New Jersey. La vedette masculine du film, Elliott James, est un séducteur qui flirte avec Gretchen, la fiancée de Burgess, alors que la vedette féminine, Faith Healy, est une adepte de la méthode qui s'immerge complètement dans son personnage au point de troubler Burgess.

## Fiche technique
- Réalisation : Alan Alda
- Scénario : Alan Alda
- Photographie : Frank Tidy
- Montage : Michael Economou
- Musique : Bruce Broughton
- Société de production : Universal Pictures
- Pays d'origine :  États-Unis
- Langue originale : anglais
- Format : couleur - 1,85:1 - son mono
- Genre : comédie
- Durée : 106 minutes
- Dates de sortie : 
  -  États-Unis : 14 mai 1986

## Distribution
- Alan Alda : Michael Burgess
- Michael Caine : Elliott James
- Michelle Pfeiffer : Faith Healy
- Bob Hoskins : Stanley Gould
- Lise Hilboldt : Gretchen Carlsen
- Lillian Gish : Cecilia Burgess
- Saul Rubinek : Bo Hodges
- Lois Chiles : Leslie
- Linda Thorson : Grace James

## Accueil
Le film a rapporté 14 200 000 $ au box-office américain.
Il obtient 75 % de critiques positives, avec une note moyenne de 5,7/10 et sur la base de 12 critiques collectées, sur le site Rotten Tomatoes.